# NGC 195
NGC 195 là một thiên hà xoắn ốc nằm trong chòm sao Kình Ngư. Nó được phát hiện vào năm 1876 bởi Wilhelm Tempel.